# Roberto I di Dreux
Roberto I di Dreux (1123 circa – 11 ottobre 1188) fu un principe francese, figlio cadetto del re di Francia Luigi VI e della regina Adelaide di Savoia.

## Biografia
Nel 1152 ricevette in appannaggio dal padre la contea di Dreux, della quale conservò il titolo fino al 1184, allorché lo cedette al figlio Roberto II.
Grazie al matrimonio con Harvise d'Évreux, nel 1145 divenne conte di Perche. Sposatosi in terze nozze nel 1152 con Agnese di Baudement, della quale adottò l'arme, divenne conte di Braine e signore di Fère-en-Tardenois, d'Arcy, di Nesles, di Longueville, di Quincy-sous-le-Mont, di Savigny-sur-Ardres e di Baudement. Egli fondò così la Signoria di Brie-Comte-Robert.
Insieme al fratello Luigi VII di Francia, Roberto I partecipò alla seconda crociata nel 1147 e l'anno successivo all'assedio di Damasco. Prima che la crociata avesse termine, egli rientrò in Francia e fomentò una cospirazione contro il fratello Luigi VII, nella speranza di subentrargli come re di Francia, ma questa fallì grazie al contrattacco portato con successo da Sugerio, abate di Saint-Denis, che garantiva il governo del regno durante l'assenza del re.
Nel corso della guerra civile inglese dal 1135 al 1154) egli combatté contro gli inglesi e partecipò nel 1154 all'assedio di Sées in Normandia.
Nel 1180 accordò uno statuto comunale alla città di Dreux e rifondò la città di Brie-Comte-Robert, così chiamata dal suo nome, con la chiesa di Saint-Étienne.
Alla sua morte venne inumato nell'Abbazia di Saint-Yved di Braine.

## Matrimoni e discendenza
Nel 1139 sposò in prime nozze  Agnese di Garlande (1122 - 1143), figlia di Anseau di Garlande, siniscalco di Francia e conte di Rochefort, dalla quale ebbe:
- Simone (1141- prima del 1182), signore di La Noue

Verso il 1144 sposò in seconde nozze Harvise d'Évreux (1118 - 1152), figlia di Gautier d'Evreux, conte di Salisbury, dalla quale ebbe:
- Alice di Dreux (1145, morta dopo il 1210), andata sposa dopo il 1156 a Valerano III, conte di Breteuil, quindi in seconde nozze nel 1161 a Guido II, signore di Châtillon, e in terze nozze a Giovanni I di Thorotte, morto nel 1176 e infine, prima 1183 a Raoul I di Nesle, conte di Soissons, morto nel 1235.

Nel 1152 sposò in terze nozze Agnese di Baudemont, contessa di Braine (1130 - 1202/18) e figlia di Guido di Baudemont, conte di Braine, dalla quale ebbe:
- Roberto II (1154 - 1218), conte di Dreux e di Braine
- Enrico di Dreux (1155 - 1199), vescovo di Orléans
- Alice II di Dreux (1156 - dopo il 1217), andata sposa nel 1174 a Raoul I (v. 1134 - 1191), signore di Coucy
- Filippo (1158 - 1217), vescovo di Beauvais
- Isabella (1160 - 1239), andata sposa nel 1178 a Ugo III di Broyes († 1199), signore di Broyes e di Châteauvillain
- Pietro (1161 - 1186), signore di Bouconville-Vauclair
- Guglielmo (1163 – dopo il 1189), signore di Brie-Comte-Robert, di Torcy e di Chilly[4]
- Giovanni (1164 – dopo il 1189)
- Mamilie (1166 - 1200), religiosa nell'abbazia del Carmine, a nord di Château-Thierry
- Margherita (1167 - ?), religiosa nell'abbazia del Carmine

## Ascendenza
|                      |                     |                         | Genitori                |  |  | Nonni |  |  | Bisnonni            |  |  | Trisnonni             |  |
|                      |                     |                         |                         |  |  |       |  |  | Enrico I di Francia |  |  | Roberto II di Francia |  |
|                      |                     |                         |                         |  |  |       |  |  | Enrico I di Francia |  |  | Roberto II di Francia |  |
|                      |                     | Costanza d'Arles        |                         |  |  |       |  |  | Enrico I di Francia |  |  |                       |  |
| Filippo I di Francia |                     |                         |                         |  |  |       |  |  | Enrico I di Francia |  |  |                       |  |
|                      |                     | Anna di Kiev            | Jaroslav I di Kiev      |  |  |       |  |  |                     |  |  |                       |  |
|                      |                     | Anna di Kiev            | Jaroslav I di Kiev      |  |  |       |  |  |                     |  |  |                       |  |
|                      |                     | Anna di Kiev            | Ingegerd Olofsdotter    |  |  |       |  |  |                     |  |  |                       |  |
| Luigi VI di Francia  |                     | Anna di Kiev            |                         |  |  |       |  |  |                     |  |  |                       |  |
|                      |                     | Fiorenzo I d'Olanda     | Teodorico III d'Olanda  |  |  |       |  |  |                     |  |  |                       |  |
|                      |                     | Fiorenzo I d'Olanda     | Teodorico III d'Olanda  |  |  |       |  |  |                     |  |  |                       |  |
|                      |                     | Fiorenzo I d'Olanda     | Otelinda di Sassonia    |  |  |       |  |  |                     |  |  |                       |  |
| Berta d'Olanda       |                     | Fiorenzo I d'Olanda     |                         |  |  |       |  |  |                     |  |  |                       |  |
|                      |                     | Gertrude di Sassonia    | Bernardo II di Sassonia |  |  |       |  |  |                     |  |  |                       |  |
|                      |                     | Gertrude di Sassonia    | Bernardo II di Sassonia |  |  |       |  |  |                     |  |  |                       |  |
|                      |                     | Gertrude di Sassonia    | Elika di Schweinfult    |  |  |       |  |  |                     |  |  |                       |  |
| Roberto I di Dreux   |                     | Gertrude di Sassonia    |                         |  |  |       |  |  |                     |  |  |                       |  |
|                      | Amedeo II di Savoia | Oddone di Savoia        |                         |  |  |       |  |  |                     |  |  |                       |  |
|                      | Amedeo II di Savoia | Oddone di Savoia        |                         |  |  |       |  |  |                     |  |  |                       |  |
|                      | Amedeo II di Savoia | Adelaide di Susa        |                         |  |  |       |  |  |                     |  |  |                       |  |
| Umberto II di Savoia | Amedeo II di Savoia |                         |                         |  |  |       |  |  |                     |  |  |                       |  |
|                      |                     | Giovanna di Ginevra     | Giroldo di Ginevra      |  |  |       |  |  |                     |  |  |                       |  |
|                      |                     | Giovanna di Ginevra     | Giroldo di Ginevra      |  |  |       |  |  |                     |  |  |                       |  |
|                      |                     | Giovanna di Ginevra     | Gisella di Borgogna     |  |  |       |  |  |                     |  |  |                       |  |
| Adelaide di Savoia   |                     | Giovanna di Ginevra     |                         |  |  |       |  |  |                     |  |  |                       |  |
|                      |                     | Guglielmo I di Borgogna | Rinaldo I di Borgogna   |  |  |       |  |  |                     |  |  |                       |  |
|                      |                     | Guglielmo I di Borgogna | Rinaldo I di Borgogna   |  |  |       |  |  |                     |  |  |                       |  |
|                      |                     | Guglielmo I di Borgogna | Alice di Normandia      |  |  |       |  |  |                     |  |  |                       |  |
| Giselda di Borgogna  |                     | Guglielmo I di Borgogna |                         |  |  |       |  |  |                     |  |  |                       |  |
|                      |                     | Stefania di Borgogna    | ?                       |  |  |       |  |  |                     |  |  |                       |  |
|                      |                     | Stefania di Borgogna    | ?                       |  |  |       |  |  |                     |  |  |                       |  |
|                      |                     | Stefania di Borgogna    | ?                       |  |  |       |  |  |                     |  |  |                       |  |
|                      |                     | Stefania di Borgogna    |                         |  |  |       |  |  |                     |  |  |                       |  |